# لیک دیویس (کالیفرنیا)
لیک دیویس (به انگلیسی: Lake Davis) یک منطقهٔ مسکونی در ایالات متحده آمریکا است که در شهرستان پلوماس، کالیفرنیا واقع شده‌است. لیک دیویس ۱۳٫۹۴۲ کیلومتر مربع مساحت و ۴۵ نفر جمعیت دارد و ۱٬۷۹۴ متر بالاتر از سطح دریا واقع شده‌است.